# Mörnerska brödramordet
Mörnerska brödramordet var ett svenskt mordfall som ägde rum den 4 september 1891 på Grevgatan 37 på Östermalm i Stockholm. Mordoffret var den 29-årige juristen greve Bror Mörner. Mördaren var offrets bror, greve John Mörner.

## Bakgrund
Den 23-årige John Mörner (född 4 maj 1867 i Husby-Oppunda församling) hade vid tiden för mordet stora ekonomiska problem. Han hade arbetat som kontorsskrivare vid Järnvägsstyrelsen men avskedats för att han inte skötte sitt arbete. Trots att han saknade inkomster lade han ut stora summor på alkohol och var en välkänd profil i Stockholms krogliv. För att finansiera sin livsstil hade han lånat pengar av bekanta och familjemedlemmar, däribland sin äldre bror. Vid tiden för mordet hade han skulder på uppemot 5 000 kronor, en mycket stor summa pengar på den tiden (drygt 293 000 kr år 2019). Vid tiden för mordet var John Mörner inneboende hos sin äldre bror, juristen Bror Mörner, och dennes hustru i deras lägenhet på Grevgatan 37 i Stockholm. I polisförhör uppgav John Mörner senare att de höga skulderna hade gjort honom deprimerad och en kort tid före mordet hade han köpt en revolver med avsikt att ta sitt eget liv.

## Mordet
Natten mot den 4 september 1891 kom John Mörner hem från en kväll på krogen till lägenheten på Grevgatan och väckte sin bror som låg och sov – svägerskan var bortrest – för att be denne om mer pengar. När brodern vägrade utbröt bråk mellan dem, vilket slutade med att John Mörner sköt sin äldre bror i huvudet med två skott. Därefter tog han 40 kronor ur broderns plånbok och lämnade lägenheten. Han påstod att han sedan gick ner till kajen vid Nybroviken där han planerade att skjuta sig själv, men blev avskräckt när det kom förbipasserande. Istället kastade han revolvern i vattnet och gick åter på krogen. Enligt en annan uppgift festade han med en prostituerad innan han återvände till lägenheten där han fann att brodern fortfarande var i livet. John Mörner larmade då polis. Den svårt skadade Bror Mörner fördes till Sophiahemmet, där han avled den 6 september utan att röja vem som skjutit honom.

## Utredning och straff
John Mörner uppgav för polisen att han hade kommit hem och funnit sin bror som hade försökt ta livet av sig. Polisen fattade dock tidigt misstankar mot John Mörner, då man fann det märkligt att inget vapen påträffats i hemmet om brodern försökt begå självmord och därför att han lämnade motstridiga uppgifter i förhör men också då ett vittne trädde fram och sade sig ha sett John Mörner köpa en revolver i en närbelägen vapenaffär strax före mordet. John Mörner greps därför och åtalades för rånmord, då han även hade tagit 40 kronor ur sin brors plånbok.
John Mörner dömdes till döden men benådades senare och frigavs 1911 efter nästan 20 år i fängelse på Långholmen. Under tiden i fängelse lärde han sig bokbinderi och efter sin frigivning startade han en framgångsrik rörelse som bokbindare vid AB Östermalms bokbinderi i Stockholm. Han gifte sig 1913 och fick två barn. John Mörner avled 11 september 1957 i Hedvig Eleonora församling.

### Digitala källor
- ”John Mörner”. www.anarkiv.se. http://www.anarkiv.se/anarkiv/forskn/sok/personakt.asp?pnr=26936&db=slakten. Läst 28 april 2021.
- ”Bror Mörner”. www.anarkiv.se. http://www.anarkiv.se/anarkiv/forskn/sok/personakt.asp?pnr=26923&db=slakten. Läst 28 april 2021.

### Tv-program
- ”Det Mörnerska Brödramordet”. Veckans brott. SVT. https://www.youtube.com/watch?v=prEelsZB9-4. Läst 6 oktober 2020.